# 2-а Китаєвка
2-а Китаєвка (рос. 2-я Китаевка) — присілок в Медвенському районі Курської області Російської Федерації.
Населення становить 85 осіб. Входить до складу муніципального утворення Китаївська сільрада.

## Історія
Населений пункт розташований на території українського етнічного та культурного краю Східна Слобожанщина.
Від 2004 року входить до складу муніципального утворення Китаївська сільрада.

## Населення
| 2002 | 2010 |
| ---- | ---- |
| 100  | ↘85  |